# Норвешка на Светском првенству у атлетици у дворани 2024.
Норвешка је учествовала на 19. Светском првенству у атлетици у дворани 2024. одржаном у Глазгову од 1. до 3. марта деветнаести пут, односно, учествовала је на свим првенствима до данас. Репрезентацију Норвешке представљала су 6 атлетичара (4 мушкарца и 2 жене) који су се такмичили у 5 дисциплине (3 мушке и 2 женске).,
На овом првенству Норвешка је по броју освојених медаља заузела 17. место са 2 освојеном медаљом (2 сребрне).
У табели успешности према броју и пласману такмичара који су учествовали у финалним такмичењима (првих 8 такмичара) Норвешка је са 3 учесника у финалу делила 16 место са 18 бодова.
| Плас. | Земља    | 1. место | 2. место | 3. место | 4. место | 5. место | 6. место | 7. место | 8. место | Бр. финал. | Бод. |
| ----- | -------- | -------- | -------- | -------- | -------- | -------- | -------- | -------- | -------- | ---------- | ---- |
| =16.  | Норвешка | 0        | 2        | 0        | 0        | 1        | 0        | 0        | 0        | 3          | 18   |

## Учесници
| Мушкарци: - Карстен Вархолм — 400 м - Нарве Гиље Нордас — 1.500 м - Сандер Скотхеим — седмобој - Маркус Рут — Седмобој | Жене: - Хелене Ронинген — 60 м - Хенриет Јегер — 400 м |  |

## Освајачи медаља (2)

### Сребро (2)
- Карстен Вархолм — 400 м
- Сандер Скотхеим — Седмобој

## Резултати

### Мушкарци
| Атлетичар         | Дисциплина | Лични рекорд | Квалификације | Квалификације | Полуфинале    | Полуфинале | Финале    | Финале      | Детаљи |
| Атлетичар         | Дисциплина | Лични рекорд | Резултат      | Место         | Резултат      | Место      | Резултат  | Место       | Детаљи |
| ----------------- | ---------- | ------------ | ------------- | ------------- | ------------- | ---------- | --------- | ----------- | ------ |
| Карстен Вархолм   | 400 м      | 45,05 НР     | 46,68 КВ, ЛРС | 1. у гр. 1    | 45,86 КВ, ЛРС | 1. у гр. 2 | 45,34 ЛРС |             |        |
| Нарве Гиље Нордас | 1.500 м    | 3:37,45      | 3:42,09 КВ    | 1. у гр. 2    |               |            | 3:37,03   | 5 / 28 (29) |        |

#### Седмобој
| Дисциплина   | Сандер Скотхеим | Сандер Скотхеим | Сандер Скотхеим | Сандер Скотхеим | Сандер Скотхеим | Сандер Скотхеим |
| Дисциплина   | Лич. рек.       | Рез.            | Бод.            | Плас.           | Укупно          | Плас.           |
| ------------ | --------------- | --------------- | --------------- | --------------- | --------------- | --------------- |
| 60 м         | 6,99            | 7,06(.054)      | 861             | 9.              | 861             | 9.              |
| Скок удаљ    | 7,83            | 7,75            | 997             | 3.              | 1.858           | 3.              |
| Бацање кугле | 14,48           | 14,58 ЛР        | 764             | 5.              | 2.622           | 7.              |
| Скок увис    | 2,20            | 2,13 =ЛРС       | 925             | 2.              | 3.547           | 4.              |
| 60 м препоне | 7,93            | 8,05            | 969             | 6.              | 4.516           | 3.              |
| Скок мотком  | 5,35            | 5,10            | 941             | 1.              | 5.457           | 3.              |
| 1.000 м      | 2:37,63         | 2:33,23 ЛР      | 950             | 1.              | 6.407           | 2.              |
| Укупно       | 6.318 НР        |                 |                 |                 | 6.407 НР, ЛР    |                 |

| Дисциплина   | Маркус Рут | Маркус Рут | Маркус Рут | Маркус Рут | Маркус Рут | Маркус Рут |
| Дисциплина   | Лич. рек.  | Рез.       | Бод.       | Плас.      | Укупно     | Плас.      |
| ------------ | ---------- | ---------- | ---------- | ---------- | ---------- | ---------- |
| 60 м         | 7,09       | 7,08 ЛР    | 854        | 10.        | 854        | 10.        |
| Скок удаљ    | 7,62       | 7,68 ЛР    | 980        | 6.         | 1.834      | 6.         |
| Бацање кугле | 15,31      | 15,52 ЛР   | 822        | 3.         | 2.656      | 6.         |
| Скок увис    | 2,03       | 1,98 ЛРС   | 785        | 5.         | 3.441      | 5.         |
| 60 м препоне |            | 8,01 ЛР    | 979        | 5.         | 4.420      | 6.         |
| Скок мотком  | 5,10       | 5,10 =ЛР   | 941        | 2.         | 5.361      | 5.         |
| 1.000 м      | 2:48,24    | НС         | 0          |            | 0          | 9.         |
| Укупно       | 5.798      |            |            |            | НЗ         |            |

### Жене
| Атлетичарка     | Дисциплина | Лични рекорд | Квалификације  | Квалификације | Полуфинале            | Полуфинале            | Финале                | Финале  | Детаљи |
| Атлетичарка     | Дисциплина | Лични рекорд | Резултат       | Место         | Резултат              | Место                 | Резултат              | Место   | Детаљи |
| --------------- | ---------- | ------------ | -------------- | ------------- | --------------------- | --------------------- | --------------------- | ------- | ------ |
| Хелене Ронинген | 60 м       | 7,29         | 7,26(.254) ЛР  | 6. у гр. 7    | Није се квалификовала | Није се квалификовала | Није се квалификовала | 24 / 53 |        |
| Хенриет Јегер   | 400 м      | 51,05 НР     | 52,23(.229) КВ | 4. у гр. 3    | 51,48                 | 3. у гр. 1            | Није се квалификовала | 6 / 26  |        |